# L’État – c’est moi!
L’État c’est moi (Държавата – това съм аз!) е фраза, приписвана на френския крал Луи ХІV. Традиционно се приема, че той я е изрекъл на 13 април 1655 г. пред депутатите в Парижкия парламент и в цялостен вид тя звучи: „Вие мислите, господа, че държавата – това сте вие? Държавата – това съм аз!".

## Ситуацията
Това се случва две години след края на Фрондата – гражданска война, която поставя под въпрос трона на Луи ХІV. Един от инициаторите за началото на бунта е именно Парижкият парламент. Към този момент Луи е официално коронован и със самочувствие от постигнатата победа. Затова, когато председателят на институцията нееднократно използва думата „държава“, кралят го прекъсва с краткото си изявление.

## Достоверност
Историците изпитват сериозни съмнения, че тази сцена действително се е състояла. Основен аргумент за това е фактът, че нищо подобно не се открива в архивите на парламента. Още един довод е, че първият значителен историограф на краля – Волтер – не споменава за такъв случай.

## Значение
Концепцията на Луи ХІV за кралската власт е изразена в неговите „Инструкции към престолонаследника“, писани главно през 1666 и 1667 г. Влияейки се от Жан Боден, той аргументира, че личността на владетеля е такава, че той носи отговорност единствено пред Бог. Никой човек или институция не може да ограничава размера на неговата власт. Същевременно обаче Луи смята, че „когато кралят работи за себе си, той работи за държавата, а неговото добруване означава слава за другите“. Тоест според него държавата и владетелят са едно и също нещо, тя е пряка негова собственост. Дори да не е произнасял фразата L’État c’est moi, тя добре отразява неговите виждания.

## Мнения
През 1961 г. Хърбърт Роуън издава статия във French Historical Studies, в която приема, че фразата всъщност е L’État c’est а moi, което променя превода – той става „Държавата – тя е моя!“ Роуън обяснява: „L’état c’est moi се отнася по-скоро до апарата на държавата, отъждествяван с краля…“. Почти по същото време Гейнст Пост напомня, че първият владетел, който със сигурност е произнесъл подобна фраза, е Наполеон Бонапарт. И добавя: „Каквото и да означава фразата L’État c’est moi за първия човек, който я е изрекъл, историците са единодушни, че тя е модерна. И ако тя означава Аз съм Държавата, това със сигурност е така. Но ако означава Аз съм държавата, в смисъл „Аз имам последната дума, затова съм истинският управляващ“, тогава тя не е вече така новаторска.“